# 霍華德鎮區 (密蘇里州貝茨縣)
霍華德鎮區（英語：Howard Township）是位於美國密蘇里州貝茨縣的一個行政鎮區。

## 地方資料
霍華德鎮區的面積為96.28平方千米，當中陸地面積為95.57平方千米，而水域面積為0.71平方千米。根據2020年美國人口普查的數據，當地共有人口516人，而人口密度為每平方千米5.36人。